# 泰装

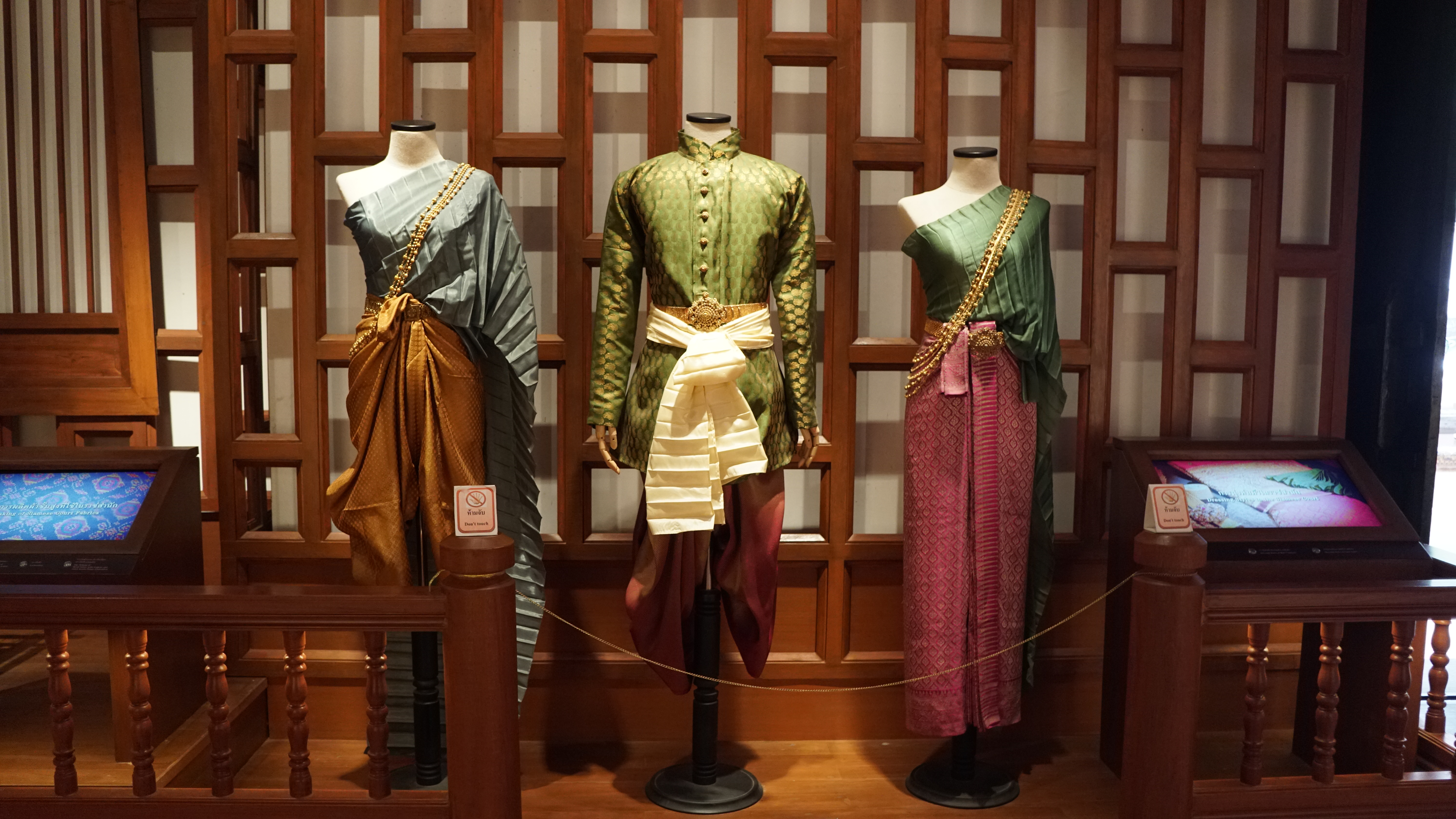
泰国传统服饰，攝於曼谷國立博物館

泰裝（羅馬化：chut thai）是泰国傳統服装。男人、女人和孩子都可以穿著該服飾。历史上，泰国的男性和女性都穿上一种叫做绊尾幔的缠腰布。男性的腰部至大腿的上半段會被绊尾幔覆盖，而女性腰部至膝盖以下都會被绊尾幔覆盖。

## 圖片

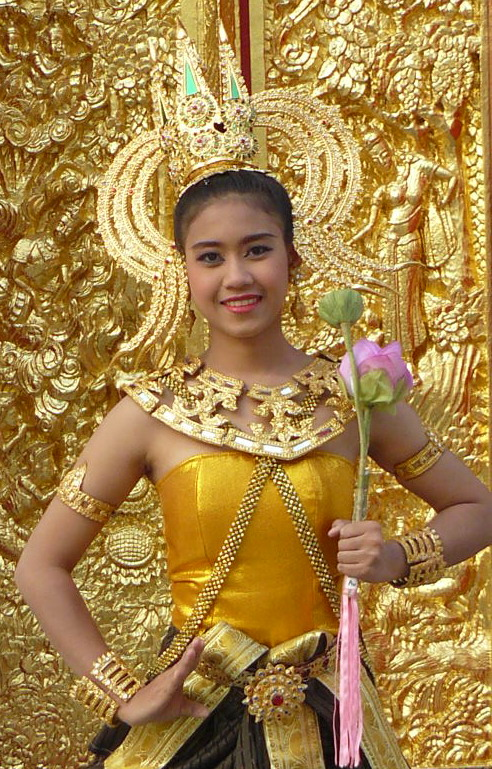
七至十四世紀時泰古國羅渦的傳統服飾
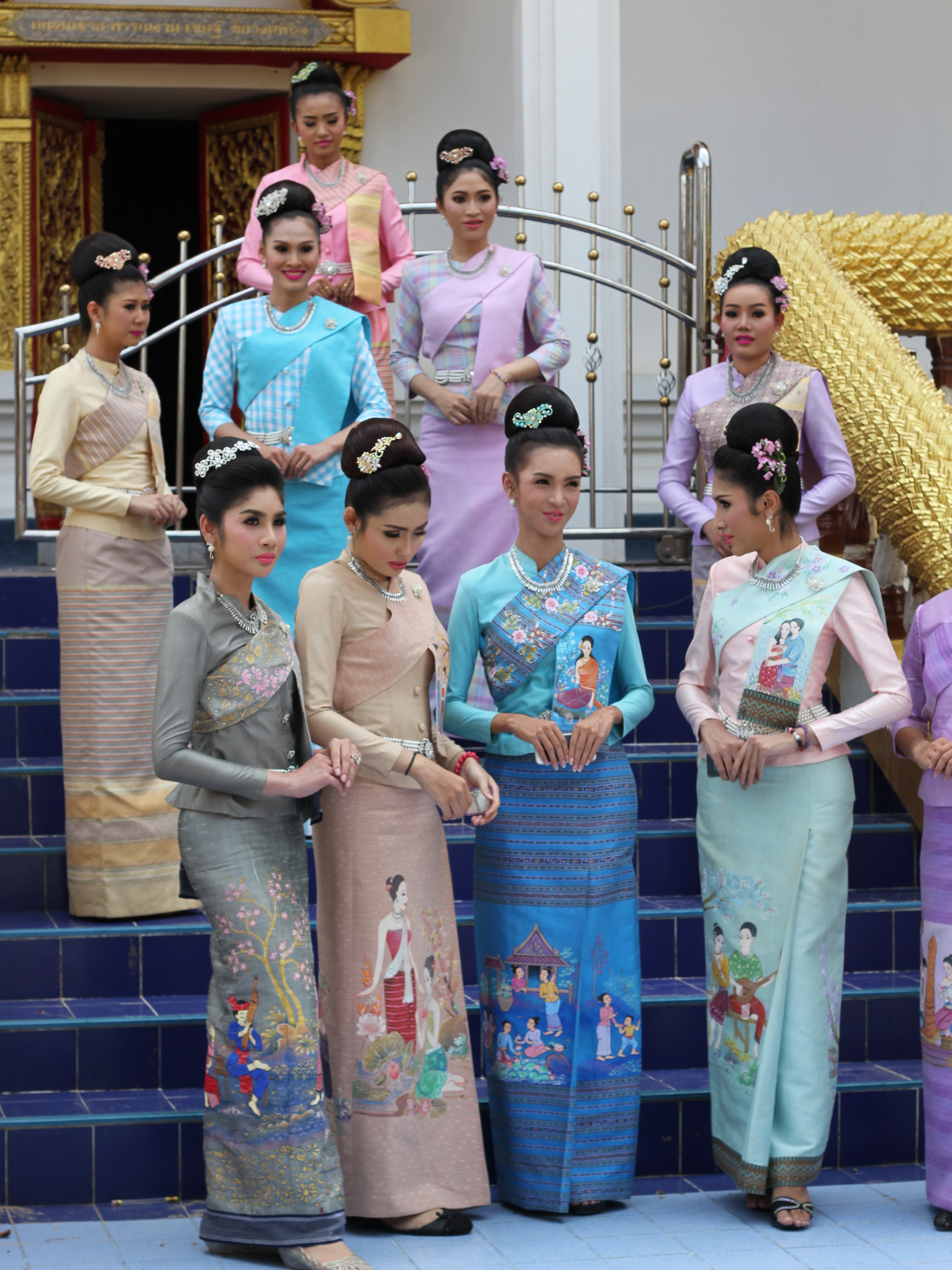
穿著帕农（英语：Panung）的泰國婦女
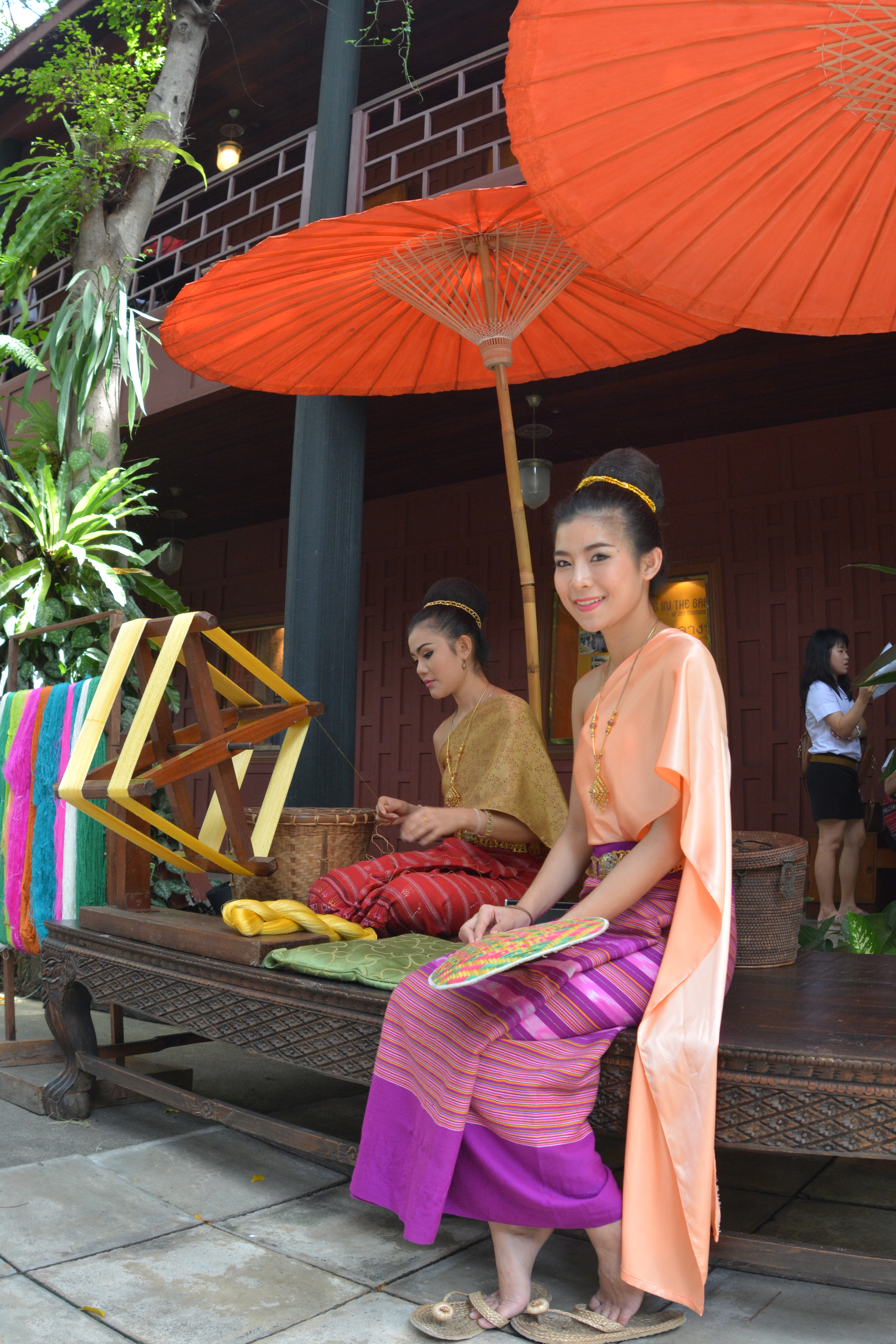
穿著Pha biang（英语：Pha biang）的泰國婦女
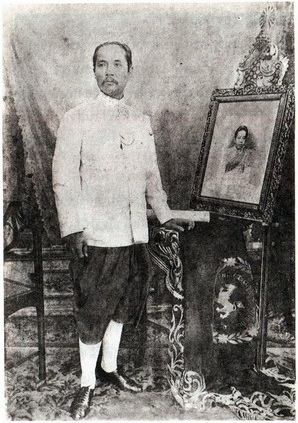
穿著泰国王室样式服装（英语：raj pattern）的朱拉隆功國王